# Laminarina
La laminarina (o laminarano) è un polisaccaride di riserva trovato nelle alghe brune. È formata da unità monomeriche di glucosio legate con legame β(1→3) a formare dei trimeri legati a loro volta con legami β(1→6). È pertanto un polisaccaride lineare con un rapporto β(1→3):β(1→6) di 3:1.